# Коли (Пескара)
Коли (итал. Colli) је насеље у Италији у округу Пескара, региону Абруцо.
Према процени из 2011. у насељу је живело 155 становника. Насеље се налази на надморској висини од 172 м.